# Василий Охридски
Василий ІV Охридски (на гръцки: Βασίλειος Αχριδηνός, Василиос Ахридинос, Βασίλειος Αχρίδος, Василиос Ахридос) е византийски православен духовник от XII век, богослов, ретор, солунски митрополит (1145-1169).

## Биография
Роден е в Охрид, съдейки по името му Ахридинос. Работи като главен секретар (протонотарий) при патриарх Михаил II в Константинопол. В 1145 година заема архиепископската катедра в Солун. Василий Охридски на два пъти взима участие в диспутите в Константинопол с латински прелати – с епископ Анселм Хафелбергски (2 или 3 октомври 1154) и Хенрих Беневентски (1166). В 1155 година папа Адриан IV се обръща към Василий с молба за последничество при преговорите с император Мануил I Комнин за уния. В отговора си Василий отхвърля претенциите на папата за примат и иска отстъпки по въпроса с Filioque и безквасния хляб, използван на запад за тайнството Евхаристия. В 1157 година участва в Константинополския събор, на който са осъдени за ерес Сотирих Пантевген и Никифор Василаки. В 1160 година пише епитафия за смъртта на императрица Ирина, първата жена на император Мануил I Комнин. За епископа на Срем прави каноническо заключение за степените на родство, които пречат на сключването на брак. Кореспондира с поета Йоан Цеца.